# Полустово
Полу́стово — деревня в Калининском районе Тверской области. Входит в состав Медновского сельского поселения.

## География
Деревня находится в зоне хвойно-широколиственных лесов, в пределах Верхневолжской низины (низменной равнины), рядом с автодорогой М10 «Москва — Санкт-Петербург», на расстоянии 7 км к северо-западу от села Медное, центра сельского поселения, и 29 км к северо-западу от города Тверь, административного центра области и района.

### Часовой пояс
Деревня Полустово, как и вся Тверская область, находится в часовой зоне МСК (московское время). Смещение применяемого времени относительно UTC составляет +3:00.

## История
До революции 1917 года деревня находилась в составе Марьинской волости Новоторжского уезда Тверской губернии.

## Население
| 2008 | 2010 |
| ---- | ---- |
| 19   | ↘8   |

### Половой состав
Согласно результатам переписи населения 2002 года, в деревне проживало 13 человек (5 мужчин и 8 женщин).

## Инфраструктура
К северу от деревни находятся бывшие торфоразработки.

## Известные уроженцы
- Бабахин, Николай Иванович (1898—1944) — советский военачальник, генерал-майор.